# Dyckia
Dyckia är ett släkte av gräsväxter. Dyckia ingår i familjen Bromeliaceae.

## Bildgalleri

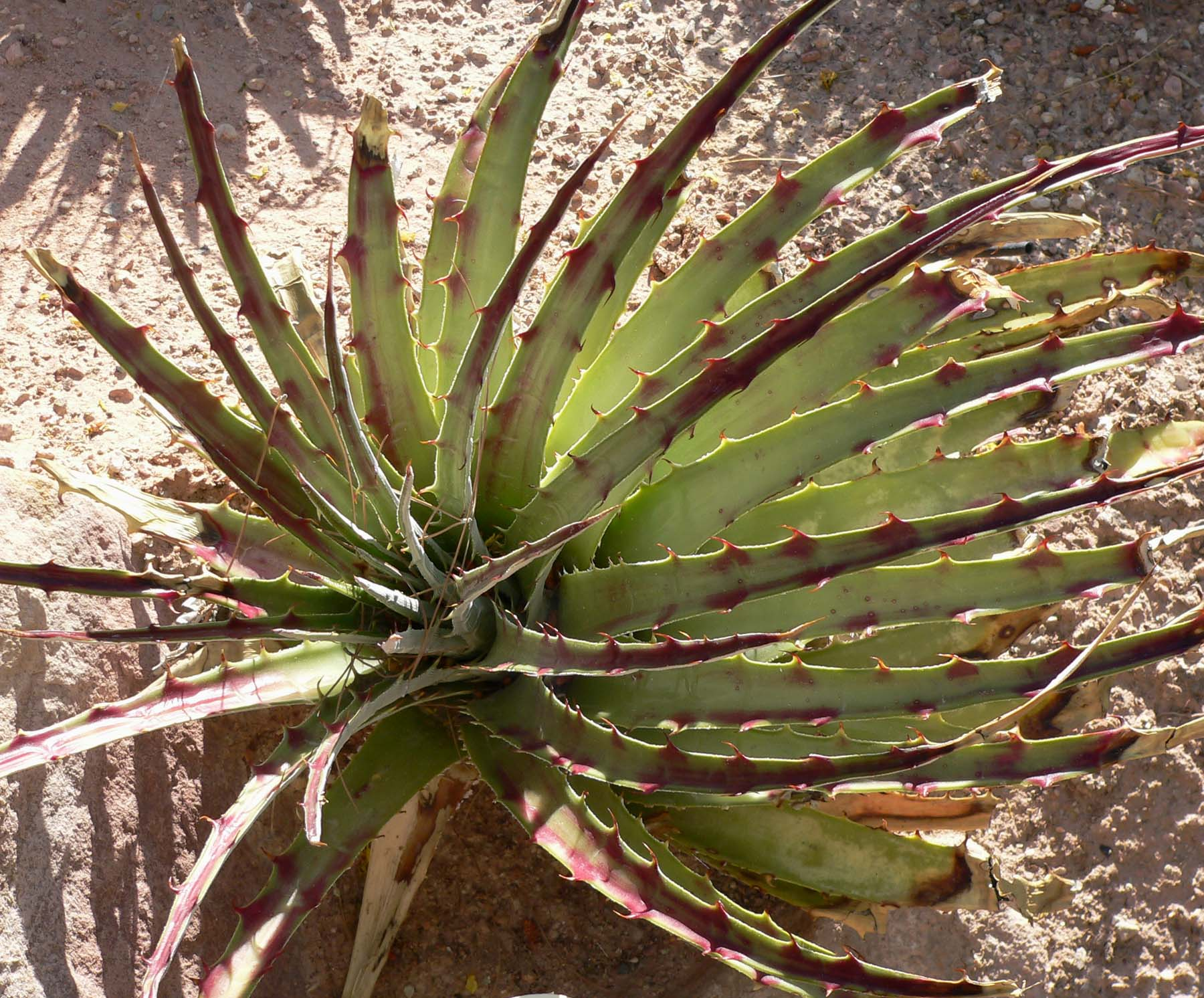
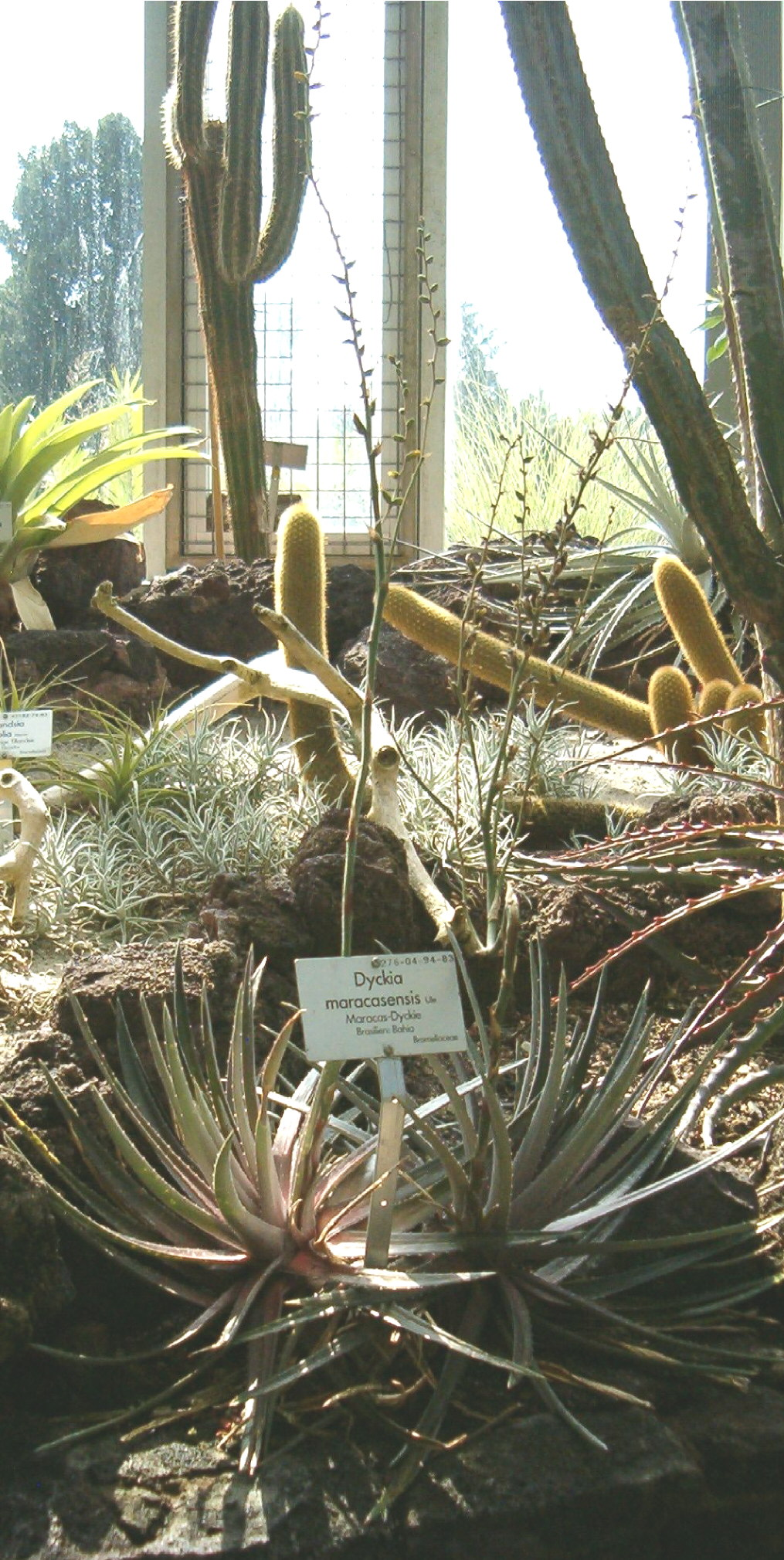
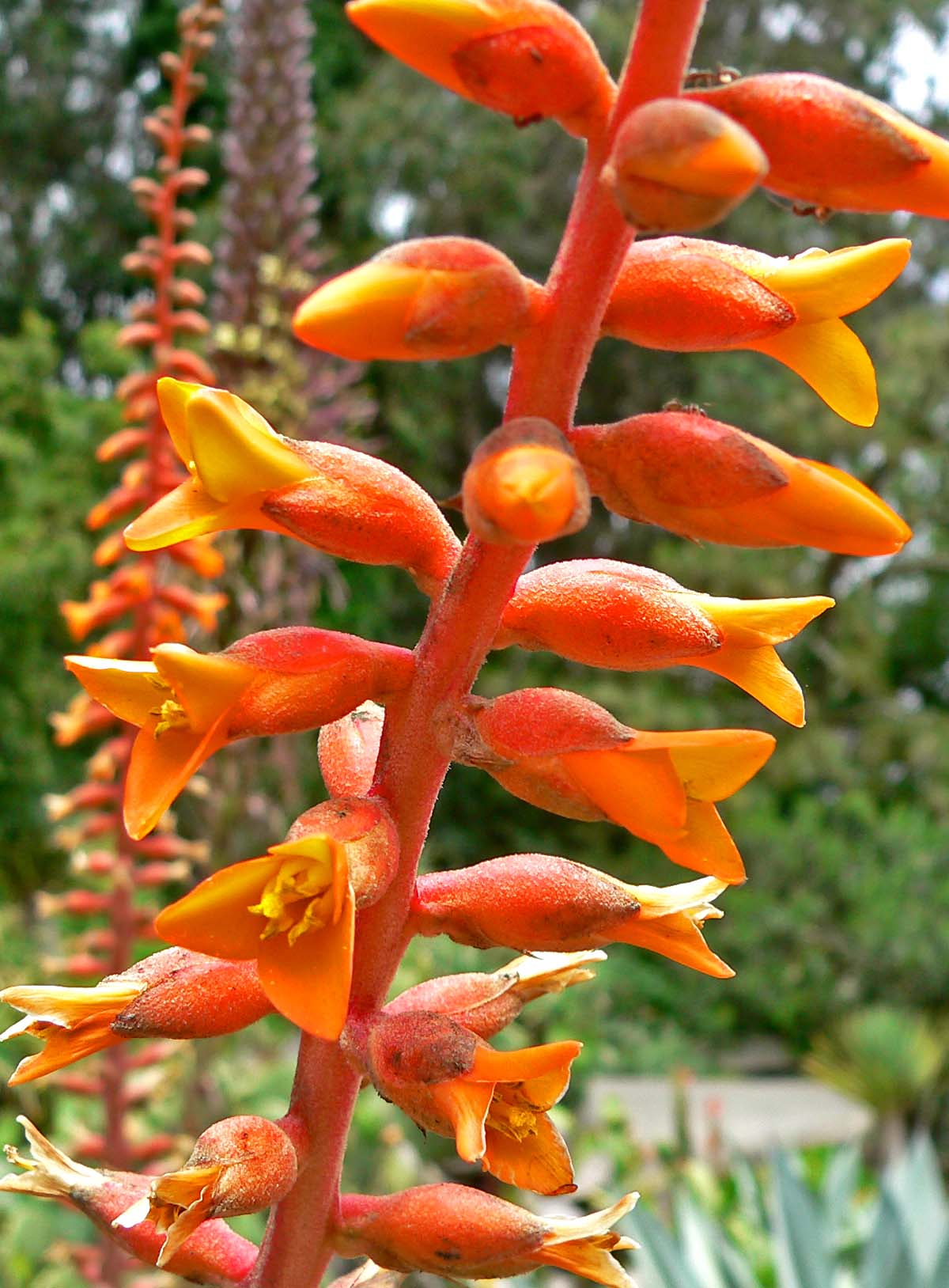
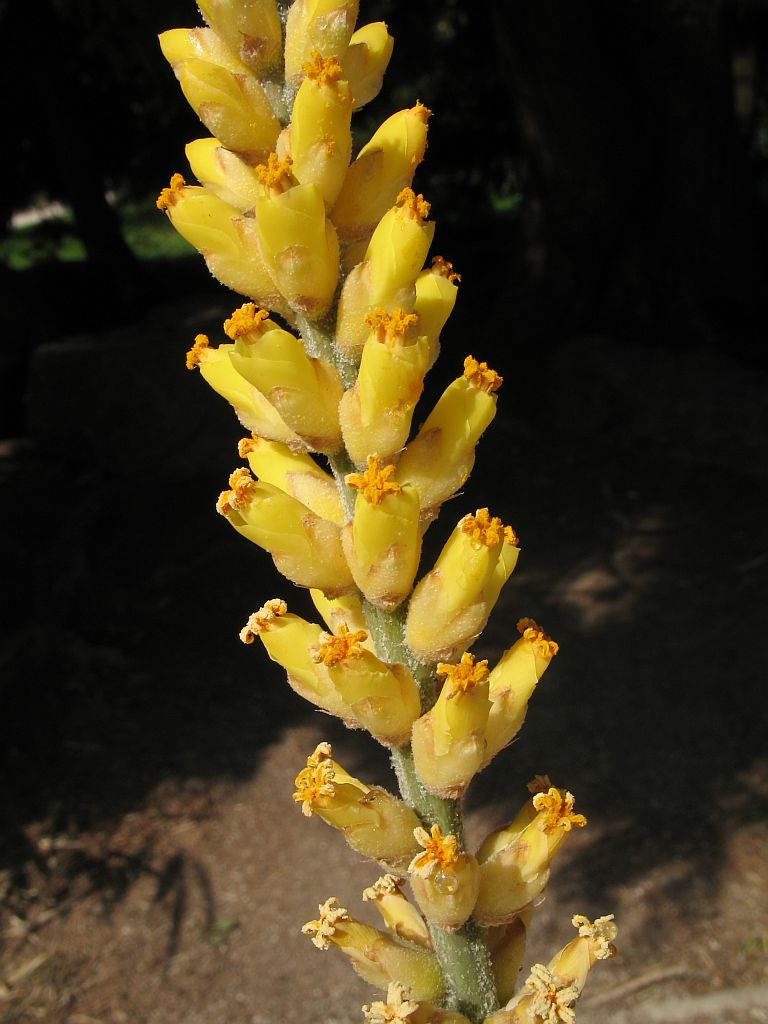
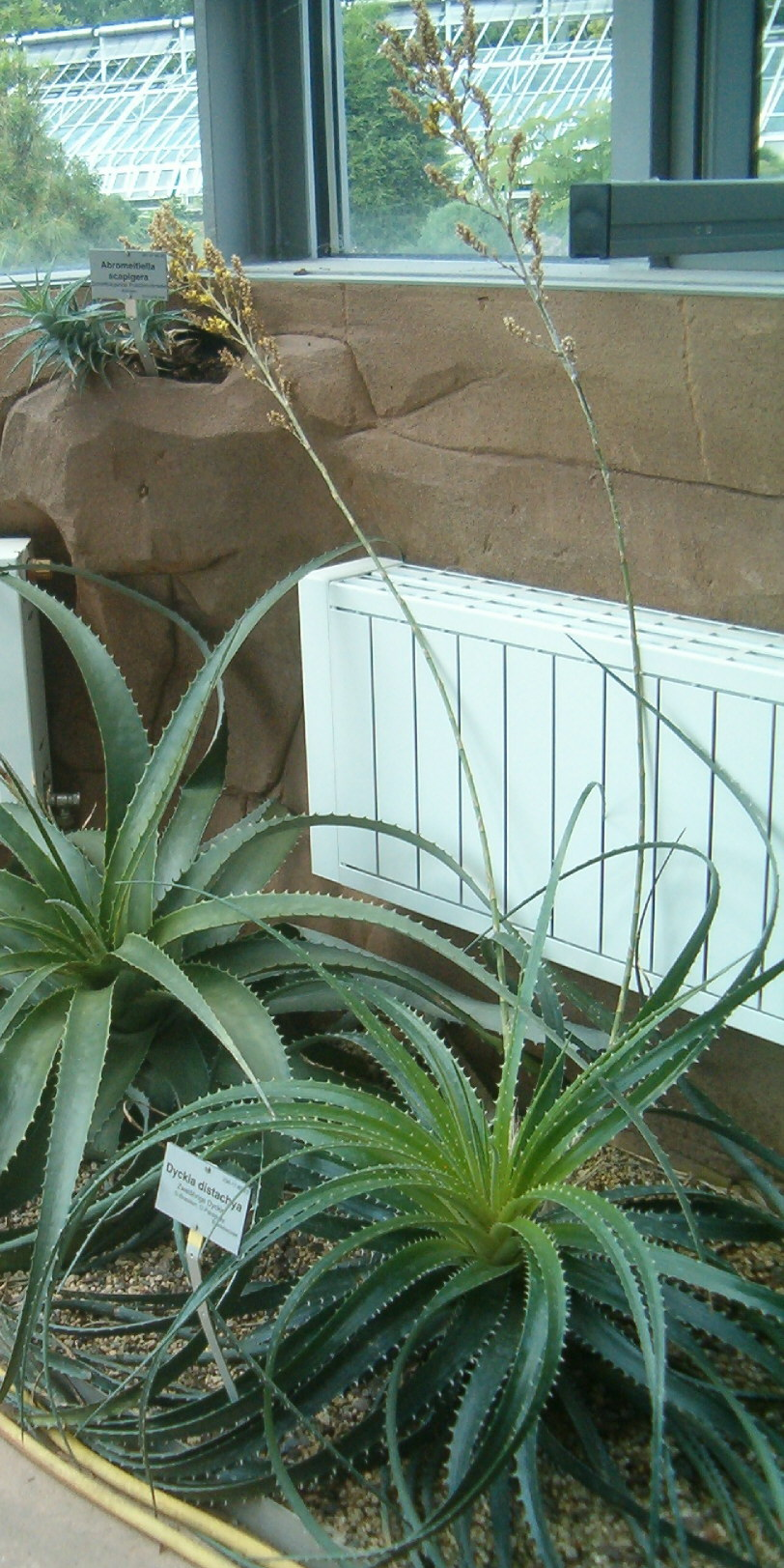
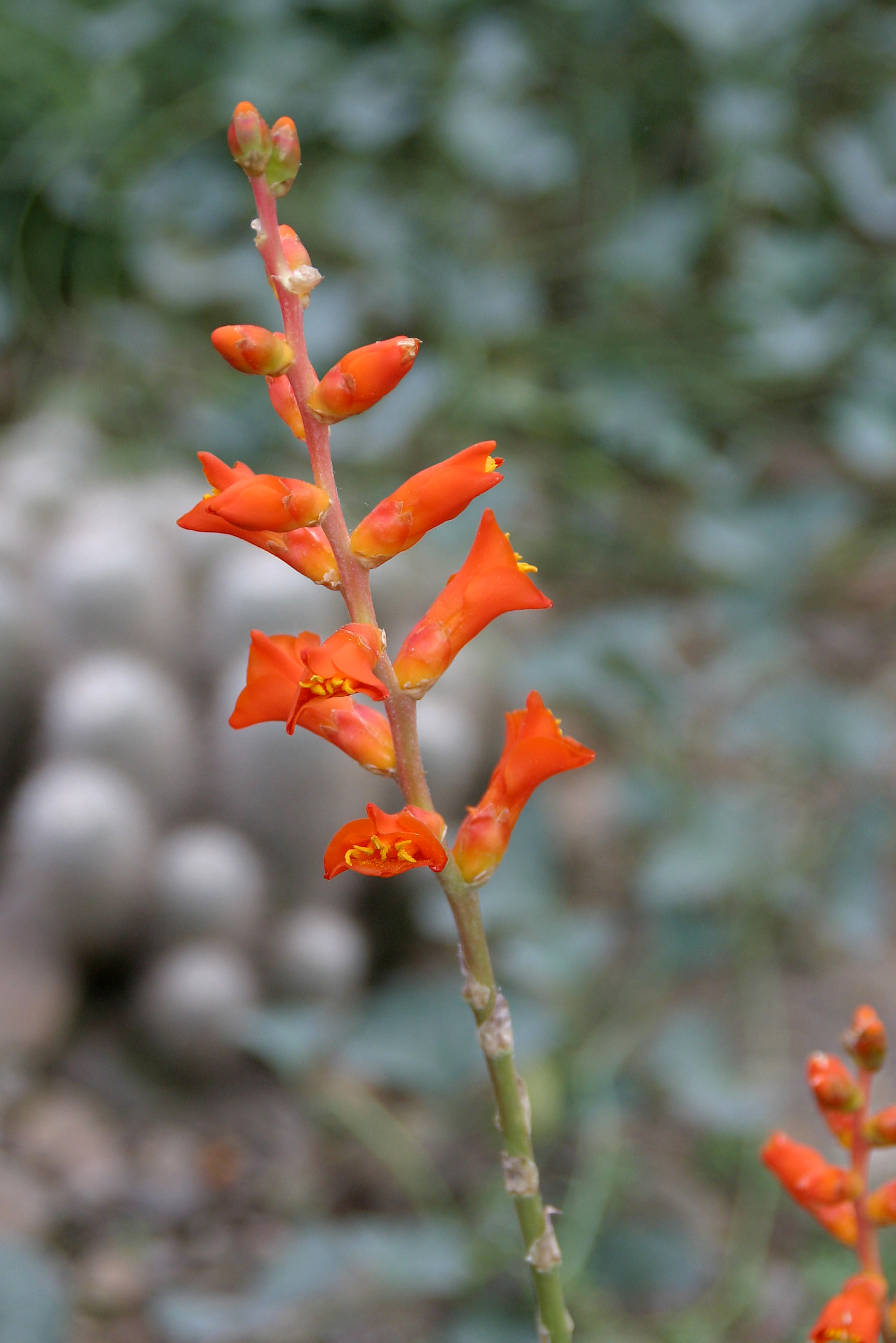

## Dottertaxa tillDyckia, i alfabetisk ordning[1]
- Dyckia affinis
- Dyckia agudensis
- Dyckia alba
- Dyckia atratiflora
- Dyckia aurea
- Dyckia beateae
- Dyckia beloisae
- Dyckia brachyphylla
- Dyckia brachystachya
- Dyckia bracteata
- Dyckia brasiliana
- Dyckia braunii
- Dyckia brevifolia
- Dyckia burchellii
- Dyckia burle-marxii
- Dyckia cabrerae
- Dyckia choristaminea
- Dyckia cinerea
- Dyckia commixta
- Dyckia consimilis
- Dyckia coximensis
- Dyckia crassifolia
- Dyckia crocea
- Dyckia dawsonii
- Dyckia delicata
- Dyckia deltoidea
- Dyckia densiflora
- Dyckia dissitiflora
- Dyckia distachya
- Dyckia domfelicianensis
- Dyckia duckei
- Dyckia dusenii
- Dyckia edwardii
- Dyckia elata
- Dyckia elisabethae
- Dyckia elongata
- Dyckia eminens
- Dyckia encholirioides
- Dyckia estevesii
- Dyckia excelsa
- Dyckia exserta
- Dyckia ferox
- Dyckia ferruginea
- Dyckia floribunda
- Dyckia fosteriana
- Dyckia frigida
- Dyckia glandulosa
- Dyckia goehringii
- Dyckia goiana
- Dyckia gracilis
- Dyckia grandidentata
- Dyckia granmogulensis
- Dyckia hatschbachii
- Dyckia hebdingii
- Dyckia hohenbergioides
- Dyckia horridula
- Dyckia ibicuiensis
- Dyckia ibiramensis
- Dyckia insignis
- Dyckia irmgardiae
- Dyckia irwinii
- Dyckia joanae-marcioi
- Dyckia jonesiana
- Dyckia julianae
- Dyckia lagoensis
- Dyckia lenheiro
- Dyckia leptostachya
- Dyckia limae
- Dyckia lindevaldae
- Dyckia linearifolia
- Dyckia lutziana
- Dyckia macedoi
- Dyckia machrisiana
- Dyckia macropoda
- Dyckia maracasensis
- Dyckia maritima
- Dyckia marnier-lapostollei
- Dyckia martinellii
- Dyckia mello-barretoi
- Dyckia microcalyx
- Dyckia milagrensis
- Dyckia minarum
- Dyckia mirandana
- Dyckia mitis
- Dyckia monticola
- Dyckia nervata
- Dyckia niederleinii
- Dyckia nigrospinulata
- Dyckia odorata
- Dyckia orobanchoides
- Dyckia paraensis
- Dyckia pauciflora
- Dyckia paucispina
- Dyckia pectinata
- Dyckia pernambucana
- Dyckia platyphylla
- Dyckia polycladus
- Dyckia princeps
- Dyckia pseudococcinea
- Dyckia pulquinensis
- Dyckia pumila
- Dyckia racemosa
- Dyckia racinae
- Dyckia ragonesei
- Dyckia rariflora
- Dyckia reitzii
- Dyckia remotiflora
- Dyckia retardata
- Dyckia retroflexa
- Dyckia richardii
- Dyckia rigida
- Dyckia rupestris
- Dyckia saxatilis
- Dyckia schwackeana
- Dyckia secunda
- Dyckia selloa
- Dyckia sellowiana
- Dyckia sickii
- Dyckia silvae
- Dyckia simulans
- Dyckia sordida
- Dyckia spinulosa
- Dyckia stenophylla
- Dyckia stolonifera
- Dyckia subinermis
- Dyckia tenebrosa
- Dyckia tenuis
- Dyckia tobatiensis
- Dyckia tomentella
- Dyckia trichostachya
- Dyckia tuberosa
- Dyckia tweediei
- Dyckia uleana
- Dyckia ursina
- Dyckia waechteri
- Dyckia warmingii
- Dyckia weddelliana
- Dyckia velascana
- Dyckia velloziifolia
- Dyckia vestita
- Dyckia vicentensis
- Dyckia virgata